# Гавлик, Кшиштоф
Кши́штоф Га́влик (пол. Krzysztof Gawlik; род. 1965, д. Сверчина, Великопольское воеводство, ПНР) — польский серийный убийца по прозвищу «Скорпион», приговорённый к пожизненному лишению свободы за убийства 5 человек, совершённые им в период с февраля по март 2001 года.

## Биография
Кшиштоф Гавлик родился в 1965 году в деревне Сверчина. Его отец работал шахтёром и злоупотреблял спиртными напитками, нередко в состоянии опьянения он избивал маленького Кшиштофа и его мать. После окончания школы Гавлик отслужил в народной армии, после чего переехал в Валбжих, где, как и его отец, устроился работать на шахту. В 1994 году шахта, на которой работал будущий серийный убийца, обанкротилась, и Гавлик занялся собственным бизнесом, который, однако, не приносил ему крупных доходов.

### Серия убийств
В конце 1990-х годов Кшиштоф Гавлик незаконно сумел приобрести пистолет-пулемёт Šcorpion vz. 61 чехословацкого производства и несколько десятков боеприпасов к нему. Все убийства были совершены при помощи этого оружия. Полиции так и не удалось установить мотивов совершения преступлений. Серия убийств началась 6 февраля 2001 года, когда Гавлик застрелил в своей квартире в Познани 18-летнюю проститутку Сильвию Л., с которой познакомился несколькими днями ранее по объявлению, данному жертвой в местной газете, в котором она выражала желание познакомиться с состоятельным мужчиной.
Через три дня после совершения первого убийства — 9 февраля, Гавлик, находясь в Вроцлаве, расстрелял из своего пистолета-пулемёта занимающуюся проституцией 18-летнюю эмигрантку с Украины Лесю Х. и её сутенёра Томаша С. Убийства были совершены им на квартире жертв, оборудованной под бордель. И вновь полицейские не обнаружили следов изнасилования или ограбления жертв. Последнее преступление Гавлик совершил также во Вроцлаве: в начале марта 2001 года он расстрелял семейную пару, давшую за несколько дней до этого в местную газету объявление о продаже автомобиля.
Следствие довольно быстро пришло к выводу о серийном характере совершённых убийств. В материалах уголовного дела Гавлик получил прозвище «Скорпион» из-за модели огнестрельного оружия, используемого им при совершении преступлений. Кроме того, полиция установила ещё одну отличительную черту каждого убийства — контрольный выстрел в затылок с близкого расстояния. На телах по меньшей мере двух жертв Гавлика, кроме огнестрельных ранений, были обнаружены и ножевые, нанесённые уже после смерти жертв.

### Арест, следствие и суд
Задержать Кшиштофа Гавлика удалось совершенно случайно. В последних числах марта 2001 года он, сев за руль в нетрезвом состоянии, попал в ДТП, после чего попытался скрыться от прибывших полицейских. При обыске автомобиля Гавлика был найден пистолет-пулемёт, а сам он арестован по обвинению в незаконном хранении оружия. При проведении баллистической экспертизы выяснилось, что все пять жертв на тот момент ещё неизвестного преступника по прозвищу «Скорпион» были убиты именно из этого оружия, после чего Гавлику были официально предъявлены обвинения и в убийствах. Первоначально под давлением неопровержимых улик преступник начал давать показания, признавшись в совершении пяти убийств в феврале—марте 2001 года и ещё одном, совершённом в 1998 году. Мотивом преступник назвал удовольствие, получаемое им при виде конвульсий умирающего человека.
Тем не менее на суде, начавшемся в 2002 году, Кшиштоф Гавлик отказался от большей части признательных показаний, рассказав, что убил лишь одного человека и был свидетелем совершения ещё трёх убийств. По версии преступника, все убитые занимались наркоторговлей. На суде Гавлик вёл себя вызывающе, не раскаивался в содеянном и отказывался признавать вину, в результате чего все попытки адвоката добиться смягчения приговора были безуспешны. В конечном итоге в октябре 2002 года суд признал Кшиштофа Гавлика виновным в совершении пяти убийств и приговорил к пожизненному лишению свободы с установлением самого большого минимального срока в 50 лет для получения возможности просить об условно-досрочном освобождении. Самый строгий приговор за всю историю Польской Республики был вынесен, несмотря на просьбы стороны обвинения об установлении минимального срока в 40 лет. Убийца отказался подавать прошение о пересмотре приговора.
Кшиштоф Гавлик был отправлен отбывать наказание в город Волув. В 2004 году сотрудниками охраны исправительного учреждения была пресечена попытка Кшиштофа Гавлика бежать из тюрьмы.